# Șleah, Kroleveț
Șleah (în ucraineană Шлях) este un sat în comuna Bilohrîve din raionul Kroleveț, regiunea Sumî, Ucraina.

## Demografie
Componența lingvistică a localității Șleah
     Ucraineană (98,75%)
     Rusă (1,25%)
Conform recensământului din 2001, majoritatea populației localității Șleah era vorbitoare de ucraineană (98,75%), existând în minoritate și vorbitori de rusă (1,25%).